# おぎやはぎのそこそこスターゴルフ
『おぎやはぎのそこそこスターゴルフ』、『おぎやはぎのそこそこスターゴルフ2』、『おぎやはぎのそこそこスターゴルフ3』、『おぎやはぎのそこそこスターゴルフ4』は、2009年からBSジャパン、テレビ東京および系列局で放送されているゴルフ番組兼バラエティ番組。

## 番組概要
芸能界No.1ゴルファーを自称する矢作兼が、芸能人ゲスト（「そこそこスターゴルファー」）とストロークプレー形式での9ホールマッチを繰り広げるという趣旨の「日本一うざ〜いゴルフ番組」（DVDのキャッチコピーより）。
キャディー姿の「そこそこスターMC」2名（小木博明と、「今週のおジャマ虫」）は、アシスタントとともに無駄なトークを繰り広げつつ、矢作らのプレーを妨害する（番組ではむしろこちらに軸足が置かれる）。そんな中、矢作とゲストは集中力を削がれながらもホールアウトまでプレーを続け、決着をつける。
おぎやはぎにとっては民放キー局のテレビレギュラー番組では初めての冠番組である。
また、おぎやはぎのゴルフをメインにした冠番組としては、テレビ大阪で放送された『おぎやはぎのゴルフが2.8倍楽しくなったらいいんですけど何かご提案でも?』に次いで2本目となる。
シーズン1〜3はBSデジタル局(BSジャパン)で放送され、後からテレビ東京系列にて地上波放送している。

## 放送時間

### おぎやはぎのそこそこスターゴルフ
| 放送地域   | 放送局       | 放送期間                                      | 放送日時                                          | 放送系列       |
| ---------- | ------------ | --------------------------------------------- | ------------------------------------------------- | -------------- |
| 日本全国   | BSジャパン   | 2009年4月9日 - 7月2日 2010年4月17日 - 7月10日 | 木曜 22時30分 - 23時00分 土曜 23時30分 - 24時00分 | テレビ東京系列 |
| 関東広域圏 | テレビ東京   | 2009年7月8日 - 9月30日                        | 火曜 25時30分 - 26時00分                          | テレビ東京系列 |
| 愛知県     | テレビ愛知   | 2009年10月1日 - 12月17日                      | 木曜 14時30分 - 15時00分                          | テレビ東京系列 |
| 北海道     | テレビ北海道 | 2009年10月1日 - 11月27日                      | 木曜 25時30分 - 26時00分                          | テレビ東京系列 |
| 北海道     | テレビ北海道 | 2009年12月4日 - 12月18日                      | 金曜 26時30分 - 27時00分                          | テレビ東京系列 |
| 大阪府     | テレビ大阪   | 2009年10月3日 -                               | 金曜 24時53分 - 25時23分                          | テレビ東京系列 |
| 三重県     | 三重テレビ   | 2009年10月10日 -                              | 土曜 23時55分 - 24時25分                          | 独立UHF局      |
| 福岡県     | TVQ九州放送  | 2010年1月13日 -                               | 火曜 25時53分 - 26時23分                          | テレビ東京系列 |

### おぎやはぎのそこそこスターゴルフ2
| 放送地域   | 放送局       | 放送期間                                        | 放送日時                                          | 放送系列       |
| ---------- | ------------ | ----------------------------------------------- | ------------------------------------------------- | -------------- |
| 日本全国   | BSジャパン   | 2009年4月9日 - 12月17日 2010年7月17日 - 10月2日 | 木曜 22時30分 - 23時00分 土曜 23時30分 - 24時00分 | テレビ東京系列 |
| 愛知県     | テレビ愛知   | 2009年12月24日 - 2010年3月25日                  | 木曜 14時30分 - 15時00分                          | テレビ東京系列 |
| 北海道     | テレビ北海道 | 2009年12月25日 - 2010年3月19日                  | 金曜 26時30分 - 27時00分                          | テレビ東京系列 |
| 北海道     | テレビ北海道 | 2010年3月31日 - 5月19日                         | 水曜 25時20分 - 25時50分                          | テレビ東京系列 |
| 大阪府     | テレビ大阪   | 2010年1月10日 -                                 | 日曜 24時35分 - 25時05分                          | テレビ東京系列 |
| 関東広域圏 | テレビ東京   | 2010年4月7日 - 6月23日                          | 水曜 25時50分 - 26時20分                          | テレビ東京系列 |
| 関東広域圏 | テレビ東京   | 2010年6月29日 - 9月21日                         | 火曜 25時30分 - 26時00分                          | テレビ東京系列 |

### おぎやはぎのそこそこスターゴルフ3
| 放送地域 | 放送局       | 放送期間                | 放送日時                 | 放送系列       |
| -------- | ------------ | ----------------------- | ------------------------ | -------------- |
| 日本全国 | BSジャパン   | 2010年1月14日 - 4月1日  | 木曜 22時30分 - 23時00分 | テレビ東京系列 |
| 北海道   | テレビ北海道 | 2010年5月26日 - 7月21日 | 水曜 25時20分 - 25時50分 | テレビ東京系列 |

### おぎやはぎのそこそこスターゴルフ4
| 放送地域   | 放送局     | 放送期間      | 放送日時                 | 放送系列       |
| ---------- | ---------- | ------------- | ------------------------ | -------------- |
| 関東広域圏 | テレビ東京 | 2010年6月26日 | 土曜 25時25分 - 26時40分 | テレビ東京系列 |
| 関東広域圏 | テレビ東京 | 2011年1月1日  | 土曜 25時00分 - 26時25分 | テレビ東京系列 |

## 出演者
- おぎやはぎ（矢作兼、小木博明）

矢作は「芸能界No.1ゴルファー」と称し、終始まじめにプレーを続けようとする。小木はそれを邪魔するかのような、意味のないトークをおジャマ虫とともに展開する。
- 宮崎麗香

アシスタントだが、実際には小木らの無駄話につきあい、あとは台本を棒読みするだけである。CM前のアイキャッチでは「そこそこ好き!（DAISUKI!のアイキャッチのパロディー）」の決めゼリフを言う。シーズン1〜3まで出演。
- 山本優希
- スベティック[5]

シーズン4初回出演のみで降板。ウクライナ出身のファッション・モデル、愛称スベちゃん、モデルエージェンシーアボカド 所属。
- LIZA

ドイツとスコットランドと日本の混血。この番組で初めてゴルフ場にきた。
- 岡田圭右（ますだおかだ）
- 山崎弘也（アンタッチャブル）

交代で出演。「今週のおジャマ虫」として、小木とMCを務めるが、まともな進行は行わない。適当な言動を繰り返し、矢作らプレーヤーを当惑させるだけの役割。

## ゲストとゴルフ場
原則月替わり(4週)でゲストが変更される。おジャマ虫は岡田が3ヶ月に1回、山崎が3ヶ月に2回のペースで出演している。
| 回数   | ゲスト                  | ゴルフ場                                               | おじゃま虫 |
| ------ | ----------------------- | ------------------------------------------------------ | ---------- |
| 第1回  | 渡辺正行 (コント赤信号) | 皐月ゴルフ倶楽部 佐野コース (栃木県 佐野市)            | 岡田圭右   |
| 第2回  | 渡辺裕之                | サンヒルズ カントリークラブ (栃木県 宇都宮市)          | 山崎弘也   |
| 第3回  | 関根勤                  | グランドスラムカントリークラブ (茨城県 常陸太田市)     | 山崎弘也   |
| 第4回  | 宮本和知                | ノーザンカントリークラブ 赤城ゴルフ場 (群馬県 渋川市)  | 岡田圭右   |
| 第5回  | ガダルカナル・タカ      | 西熱海ゴルフ場 (静岡県 熱海市)                         | 山崎弘也   |
| 第6回  | 金子昇                  | 真名カントリークラブ (千葉県 茂原市)                   | 山崎弘也   |
| 第7回  | ISSA (DA PUMP)          | 紫あやめ36 (千葉県 野田市)                             | 岡田圭右   |
| 第8回  | ゴルゴ松本 (TIM)        | アイランドゴルフリゾート那須 (栃木県 那須郡 那須町)    | 山崎弘也   |
| 第9回  | ヒロミ (B21スペシャル)  | サンコー72カントリークラブ (群馬県 高崎市)             | 岡田圭右   |
| 第10回 | 黒田アーサー            | 那珂カントリー倶楽部 (茨城県 常陸大宮市)               | 山崎弘也   |
| 第11回 | ピーター                | ハーモニーヒルズ ゴルフクラブ (栃木県 下都賀郡 都賀町) | 岡田圭右   |
| 第12回 | 森末慎二                | 浅見カントリー倶楽部 (茨城県 水戸市)                   | 山崎弘也   |
| 第13回 | 西城秀樹                | ハーモニーヒルズ ゴルフクラブ (栃木県 栃木市)          | 山崎弘也   |
| 第14回 | 山本浩二                | サザンヤード カントリークラブ (茨城県 城里町)          | 山崎弘也   |

## DVD
原則的にローソン Loppiでの販売だが、2010年11月26日からVol.1-6まで一般販売されている。
- おぎやはぎのそこそこスターゴルフ Vol.1（2009年9月25日発売）
- おぎやはぎのそこそこスターゴルフ Vol.2（2009年9月25日発売）
- おぎやはぎのそこそこスターゴルフ Vol.3（2009年9月25日発売）
- おぎやはぎのそこそこスターゴルフ Vol.4（2010年3月12日発売）
- おぎやはぎのそこそこスターゴルフ Vol.5（2010年3月12日発売）
- おぎやはぎのそこそこスターゴルフ Vol.6（2010年3月12日発売）
- おぎやはぎのそこそこスターゴルフ Vol.7（2010年10月22日発売）
- おぎやはぎのそこそこスターゴルフ Vol.8（2010年10月22日発売）
- おぎやはぎのそこそこスターゴルフ Vol.9（2010年10月22日発売）

## 備考
- 第1回は18ホールのストロークプレイをしたが、半分ほどのコースしか撮影をしなかったため、第2回からは9ホールとなった。
- BSジャパンでは第1シーズンは4:3の標準画質放送だったが、2009年7月からは第2シーズンが開始しハイビジョン放送となった。
- 2009年9月リリースのDVDの宣伝活動を兼ね、2009年7月から地上波のテレビ東京で第1シーズンの放送が開始され、最終回には『DVD発売記念スペシャル』を放送した。また10月よりテレビ東京のその他系列局にて放送が始まった。
- 『アメトーーク!』の「吉本うらやましい芸人」（2009年6月4日）で小木がなんばグランド花月を訪問した際、楽屋にいたオール巨人から「BSでやってるあれに出してくれ」とオファーを受けた。
- 2010年1月2日にBSジャパンで『DVD発売記念スペシャル セカンドシーズン』を1時間番組として放送した。
- 第3シーズンは番組の最後にエンディングテーマが追加された。
- 第10回(第3シーズン1回目)は宮崎が怪我で休みのため鳥澤奈央がアシスタントを勤めた。
- 第11回(第3シーズン2回目)はコースが積雪でまともにプレイできなかったため、2ホールのみプレイし放送は3週(通常4週)で終わった。
- 第12回(第3シーズン3回目)は第11回目の調整分で放送が5週(通常4週)になった。
- 第13回(第4シーズン1回目)はテレビ東京のバラエティ7にて放送され、放送時間が長く1週での放送となった。

## エンディングテーマ
- 杉谷愛「道」（第3シーズン）

## スタッフ
- 構成：金森直哉、カツオ
- TP：田熊克二
- CAM：松井光太郎
- AUD：鈴木洋介
- VE：高山昌樹
- 技術協力：八峯テレビ、麻布プラザ
- 編集：北浦美夫
- MA：岡崎博之
- 音効：クジラノイズ
- 撮影協力：PGM
- 編成：森田倫代
- 事業：合田知弘
- 宣伝：菊地ゆうき
- アシスタントプロデューサー：海野和可奈
- 演出補：菊池カンナ
- ディレクター：谷中憲、地濃愛
- プロデューサー：星俊一、上原敏明、島田勇夫
- 総合プロデューサー：伊藤隆行
- 制作協力：ユーフィールド
- 製作著作：テレビ東京

### 過去のスタッフ
- 編集：森岡佑次